# Source routing (IP)
Nell'ambito dell'Internet Protocol, il source routing è la tecnica di specificare all'interno dell'header IP il tragitto (route) che il pacchetto deve seguire.
Esistono due tipi di source routing (sebbene la tecnica sia comunque poco usata): strict source and record route (SSRR) and loose source and record route (LSRR). Questo tipo di instradamento non è frequentemente usato nelle reti IP in quanto permette all'utente di scegliere le rotte piuttosto che affidare questo compito alla rete attraverso il routing dinamico. Per questo motivo spesso questo tipo di pacchetti vengono scartati dalla rete.

## Problemi di sicurezza
Il principale problema legato al source routing riguarda la sicurezza. Quando un host può inviare in rete dei pacchetti che contengono la rotta da seguire è possibile, per un malintenzionato, effettuare un attacco di IP spoofing, in cui si ricevono anche i pacchetti di risposta (si veda anche quanto descritto nella voce spoofing). In questo modo è possibile effettuare vari attacchi man in the middle (es. verso SSL).